# Саммерби, Майк
Майкл (Майк) Джордж Са́ммерби (англ. Michael George Summerbee; род. 15 декабря 1942, Престон) — английский футболист, выступавший на позиции правого вингера или нападающего. Наиболее известен по выступлениям за «Манчестер Сити».

## Карьера
Играл за молодёжную команду «Челтнем Бойз». Там его заметили скауты клуба «Суиндон Таун», и в 1958 году он подписал с этим клубом любительский контракт. Дебютировал в основном составе «Суиндона» в декабре 1959 года в возрасте 16 лет. В марте 1960 года подписал свой первый профессиональный контракт. Провёл за клуб 244 матча и забил 40 мячей.
20 августа 1965 года перешёл в «Манчестер Сити» за £31 000. Играл на позиции правого вингера. Был одним из ключевых игроков «Сити» и помог своей команде завоевать чемпионский титул, Кубок Англии, Кубок Футбольной лиги и Кубок обладателей кубков. Выступал за «Манчестер Сити» на протяжении 10 сезонов, сыграв 452 матча и забив 68 голов.
В июне 1975 года Саммерби перешёл в «Бернли» за  £25 000. Провёл за команду один сезон.
В следующем году стал игроком «Блэкпула». Трансфер был организован председателем «Блэкпула», но не одобрен главным тренером, поэтому Майк сыграл за клуб только три матча в чемпионате. Позднее он признался, что ему не стоило переходить в «Блэкпул».
С 1976 по 1979 год выступал за клуб «Стокпорт Каунти», в котором он был играющим тренером в сезоне 1978/79, после чего завершил карьеру. В 1980 году вернулся к футболу, сыграв один  матч за «Моссли» в Кубке Англии.

## Карьера в сборной
Дебютировал за сборную Англии 24 февраля 1968 года. Принял участие в чемпионате Европы 1968 года. Всего сыграл за сборную 8 матчей.

## Внефутбольная деятельность
Во второй половине 60-х — 1970-е годы Саммерби был совладельцем нескольких магазинов модной одежды в Манчестере вместе со своим другом Джорджем Бестом из «Манчестер Юнайтед». Дружба и совместный бизнес с Бестом отражались и на противостоянии на футбольном поле. Саммерби вспоминал: «Джордж и я были очень близки, поэтому мы заключали соглашение на матчи дерби: он не должен был выставлять меня дураком. Я просил его не прокидывать мяч мне между ног. Если бы он это сделал, я бы ударил его, что плохо бы сказалось на наших ночных похождениях после матча… Каким-то образом нам удавалось не пересекаться во время матчей».
Саммерби снялся в культовом фильме «Бегство к победе» вместе с Сильвестром Сталлоне, Майклом Кейном и Пеле.
Сын Майка Саммерби, Ники, также был профессиональным футболистом.
В настоящее время Майк является клубным послом «Манчестер Сити».

## Достижения
Манчестер Сити
- Победитель Второго дивизиона: 1965/66
- Победитель Первого дивизиона: 1967/68
- Обладатель Кубка Англии: 1969
- Обладатель Кубка Футбольной лиги: 1970
- Обладатель Кубка обладателей кубков: 1970
- Обладатель Суперкубка Англии: 1968, 1972